# Nordöstra stordistriktet
Nordöstra stordistriktet (fi. Koillinen suurpiiri) är en administrativ enhet i Helsingfors stad. Stordistrikten grundades år 1982 för att underlätta olika myndigheters arbete som tidigare alla använt olika indelningar. Därmed blev det också lättare för stadsborna att följa med de administrativa enheterna. Nordöstra stordistriktet består av följande distrikt: Ladugårdens distrikt, Bocksbacka distrikt, Malms distrikt, Skomakarböle distrikt, Parkstads distrikt och Jakobacka distrikt.